# 千葉ガス
千葉ガス株式会社（ちばガス）は、かつて存在した一般ガス事業者である。千葉県北部を営業区域とし、東京ガスグループに属した。関連事業としてボトルウォーター（アクアクララ）の販売事業もおこなっていた。本社は千葉県佐倉市栄町に所在。コーポレート・スローガンは「安心そのまま、次世代へ。」。
2016年5月1日付で、茨城県を供給エリアに持つ筑波学園ガス、美浦ガスとともに親会社である東京ガスに統合された。

## 沿革
- 1968年（昭和43年）- 創立。
- 1981年（昭和56年）- LPガスの供給を開始。
- 1998年（平成10年）- 本社を現在地へ移転する。
- 2016年（平成28年）5月1日 - 東京ガスと統合。

## 支社
- 成田支社 - 千葉県成田市橋賀台1-48
- 佐倉支社 - 千葉県佐倉市王子台3-2-1
- 八千代支社 - 千葉県八千代市八千代台西1-7

## 供給区域
- 成田市・佐倉市・八千代市・千葉市・四街道市・富里市・酒々井町・芝山町の各一部